# Hasegawa Ko
Ko Hasegawa (sinh ngày 16 tháng 5 năm 1995) là một cầu thủ bóng đá người Nhật Bản.

## Sự nghiệp câu lạc bộ
Ko Hasegawa đã từng chơi cho Tokyo Verdy.